# Дворец Ассамблеи Мелильи
Дворец Ассамблеи Мелильи (исп. Palacio de la Asamblea de Melilla) — административное здание в Мелилье, где проходят заседания Ассамблеи Мелильи и городского совета.
Дворец расположен в Новой Мелилье на площади Испании. Внесён в список культурного интереса Bien de Interés Cultural.
В ноябре 1929 года в Мелилье был создан Муниципальный совет, после чего был объявлен конкурс на строительство муниципального дворца. Было представлено несколько проектов в разных архитектурных стилях, но не один из них не был утвёрждён.
17 мая 1935 года было решено построить здание Администрации. Но из-за начала гражданской войны в Испании в 1936 году новый конкурс был отменён. К работе приступил Энрике Ньето, автор многих зданий города в стиле каталонского модерна. Однако, Дворец был разработан в стиле ар-деко, в то время популярный в Испании. Первый камень был заложен 16 декабря 1938 года, но из-за финансовых проблем строительство было практически заморожено, ускорившись лишь во второй половине 1940-х.
Ньето подал в отставку в октябре 1948 года, но продолжил работу до 31 мая 1949 года, успев спроектировать окна, пол Золотой комнаты и балюстрады зала. Торжественное открытие состоялось 29 марта 1950 года в 19:00 командующим Мелильи Галерой Паниагуа и мэром  Рафаэлем Альваресом Кларо , здание было благословлено местным викарием  Антонио Сеговией.
6 января 1967 года в 11:45 мэр Франсиско Мир Берланга открыл  часы с карильоном. Дворец пострадал от землетрясения 25 января 2016 года, особенно серьёзно были повреждены башни, поднимался вопрос об их демонтаже.

## Галерея

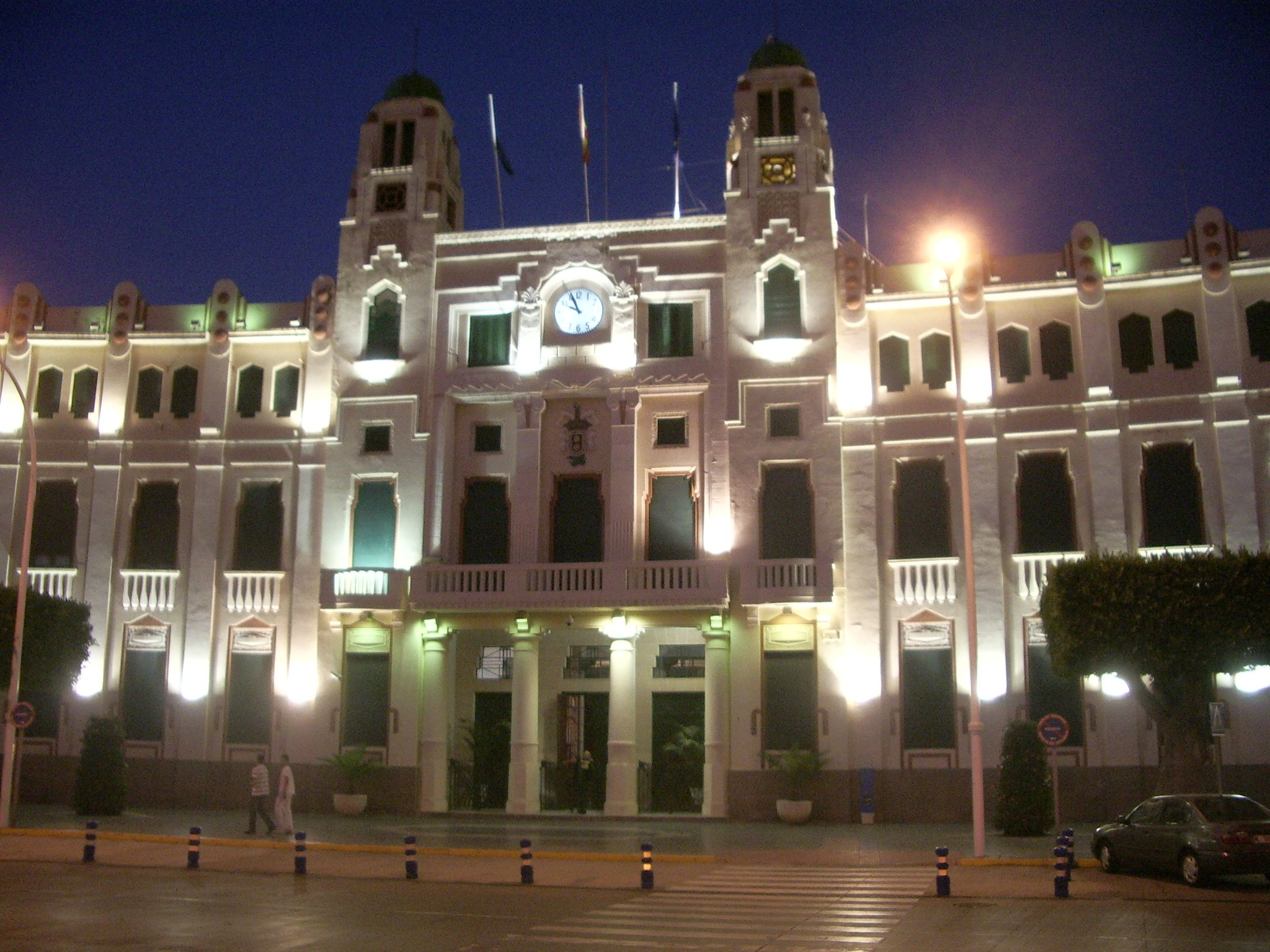
Фасад Дворца ночью
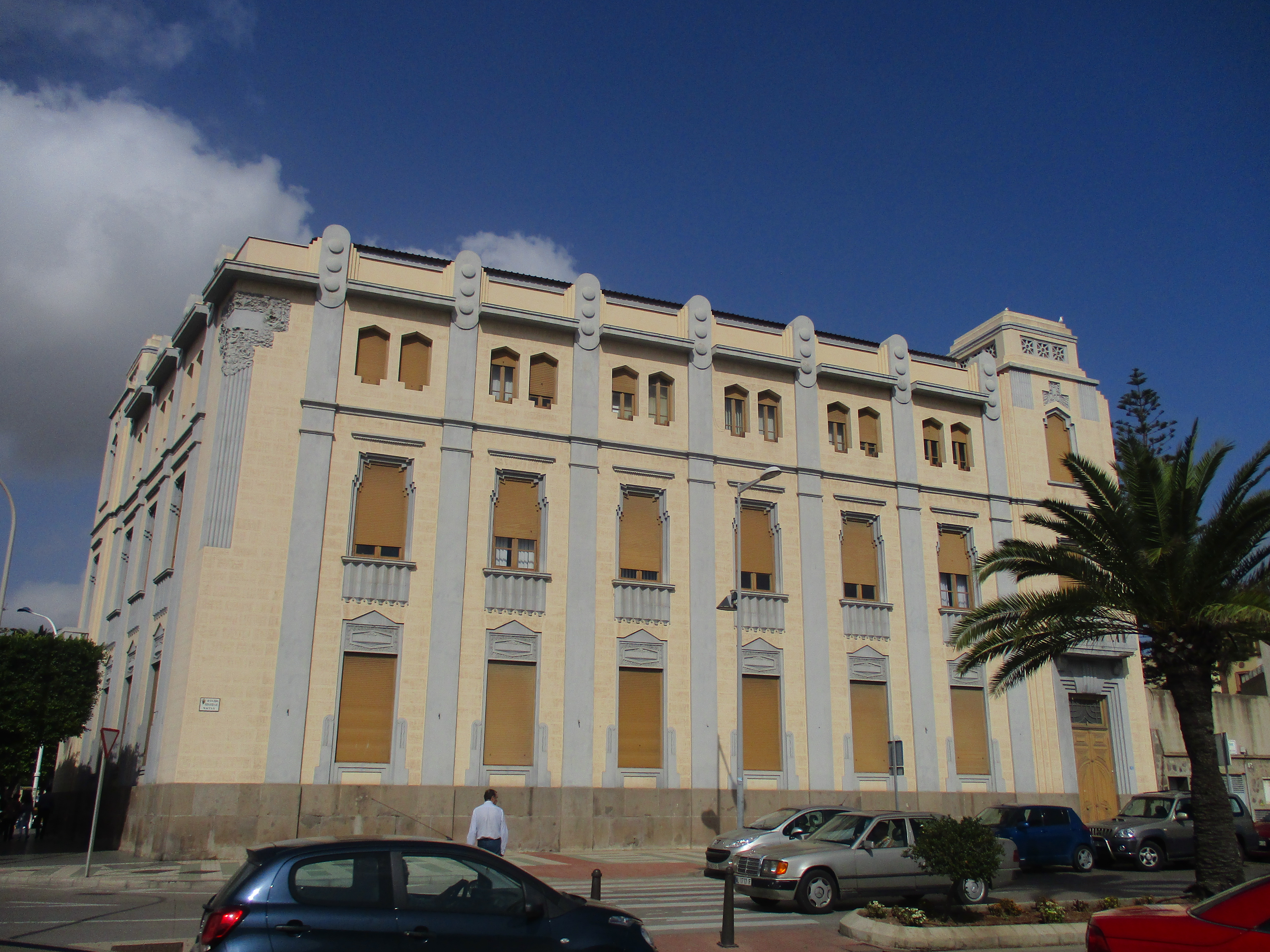
Вид со стороны проспекта Генерала Масиаса
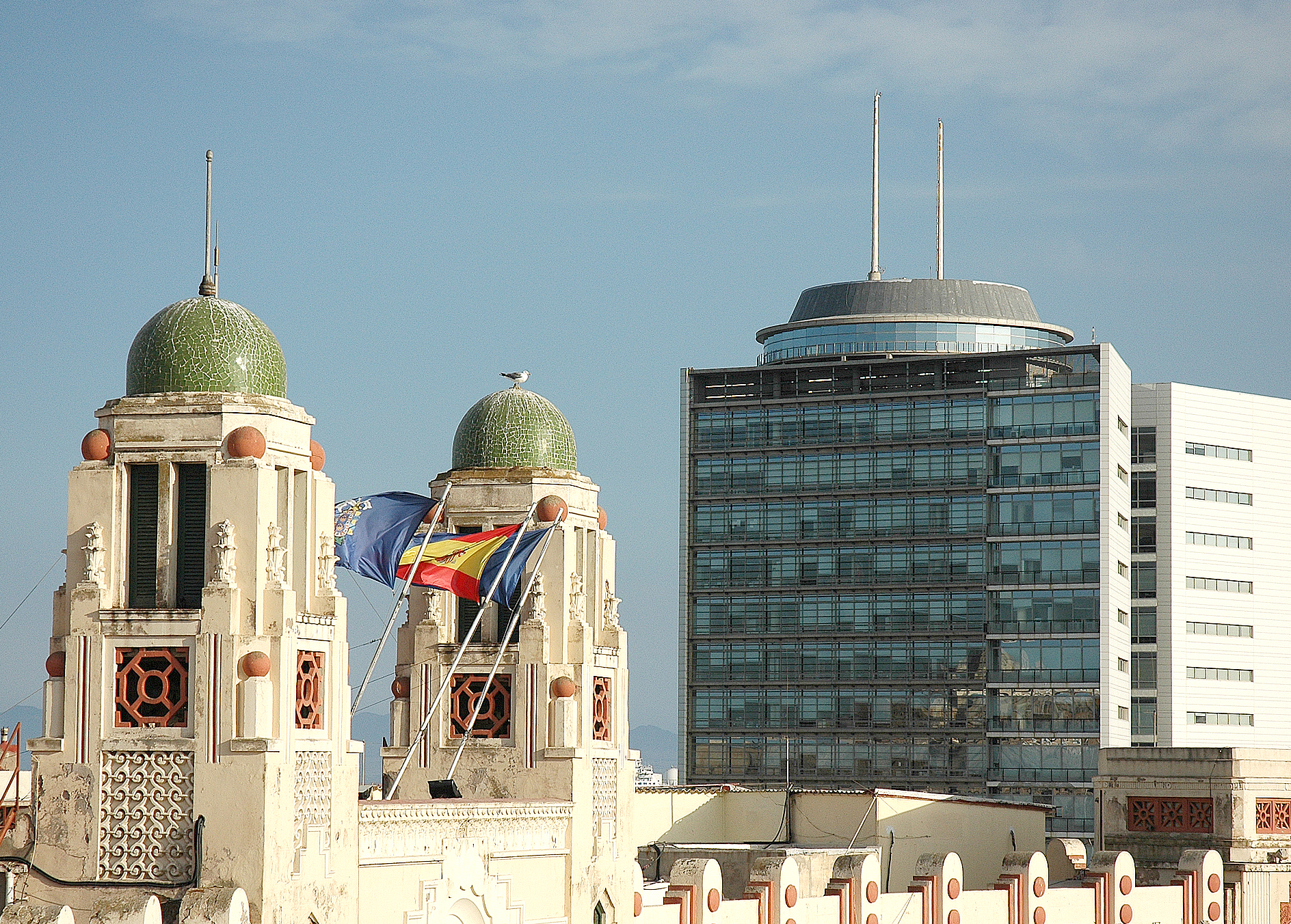
Башни Дворца
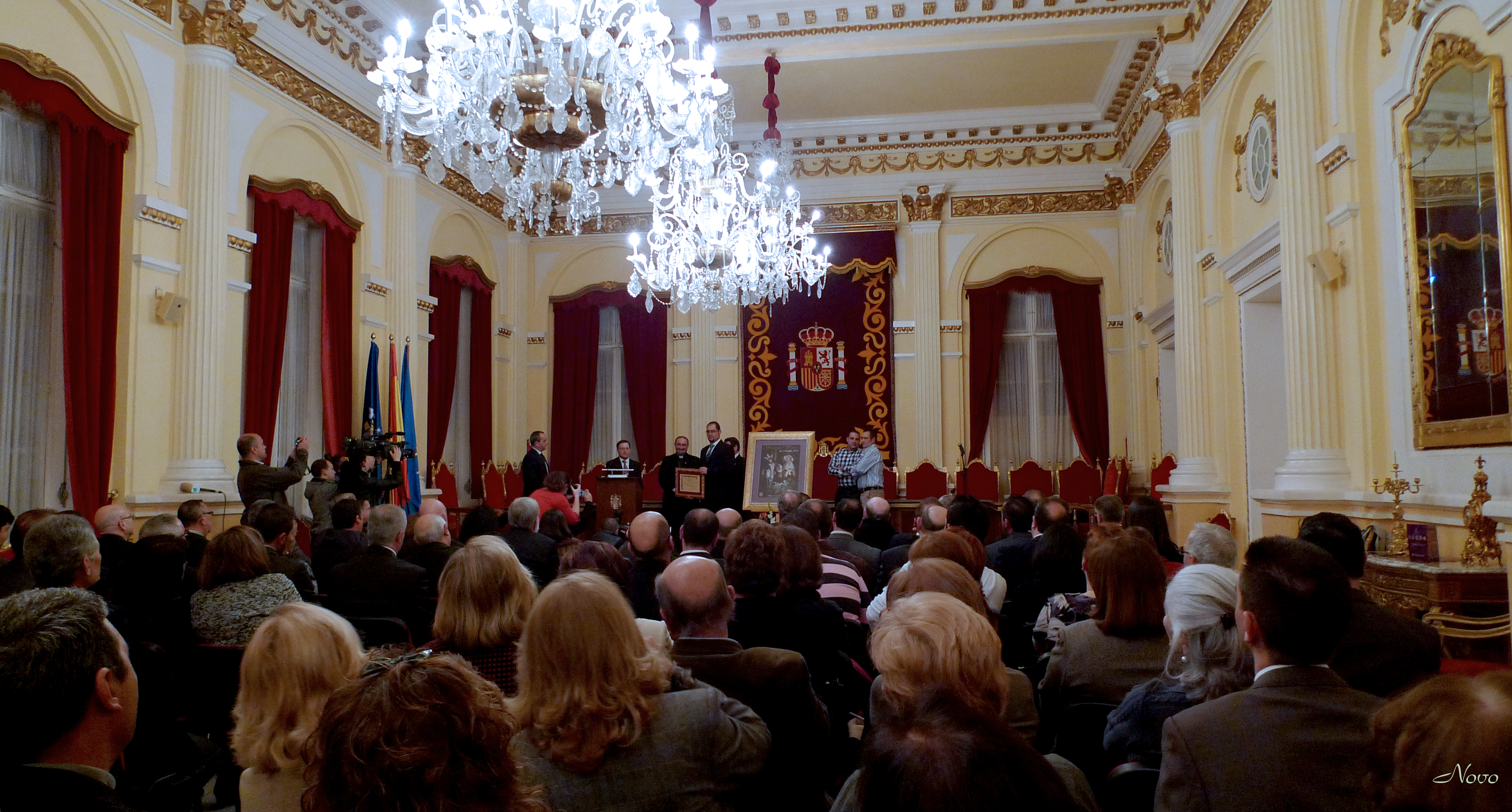
В зале заседаний